# Poitou
Poitou (în limba locală Poetou) este o veche provincie franceză, care include departamentele actuale Vendée (Bas-Poitou), Deux-Sèvres și Vienne (Haut-Poitou), precum și părți din nord-estul Charente-Maritime, nordul Charente și vestul Haute-Vienne. Capitala sa era Poitiers.
A dat numele său Mlaștinilor Poitevin, o mlaștină situată în vechiul golf des Pictons, pe coasta de vest a Franței, a doua cea mai mare zonă umedă din Franța după Camargue; mlaștina se întinde de la Atlantic până la porțile Niort-ului și sudul Vendée-ului, la nord de La Rochelle.

## Geografie

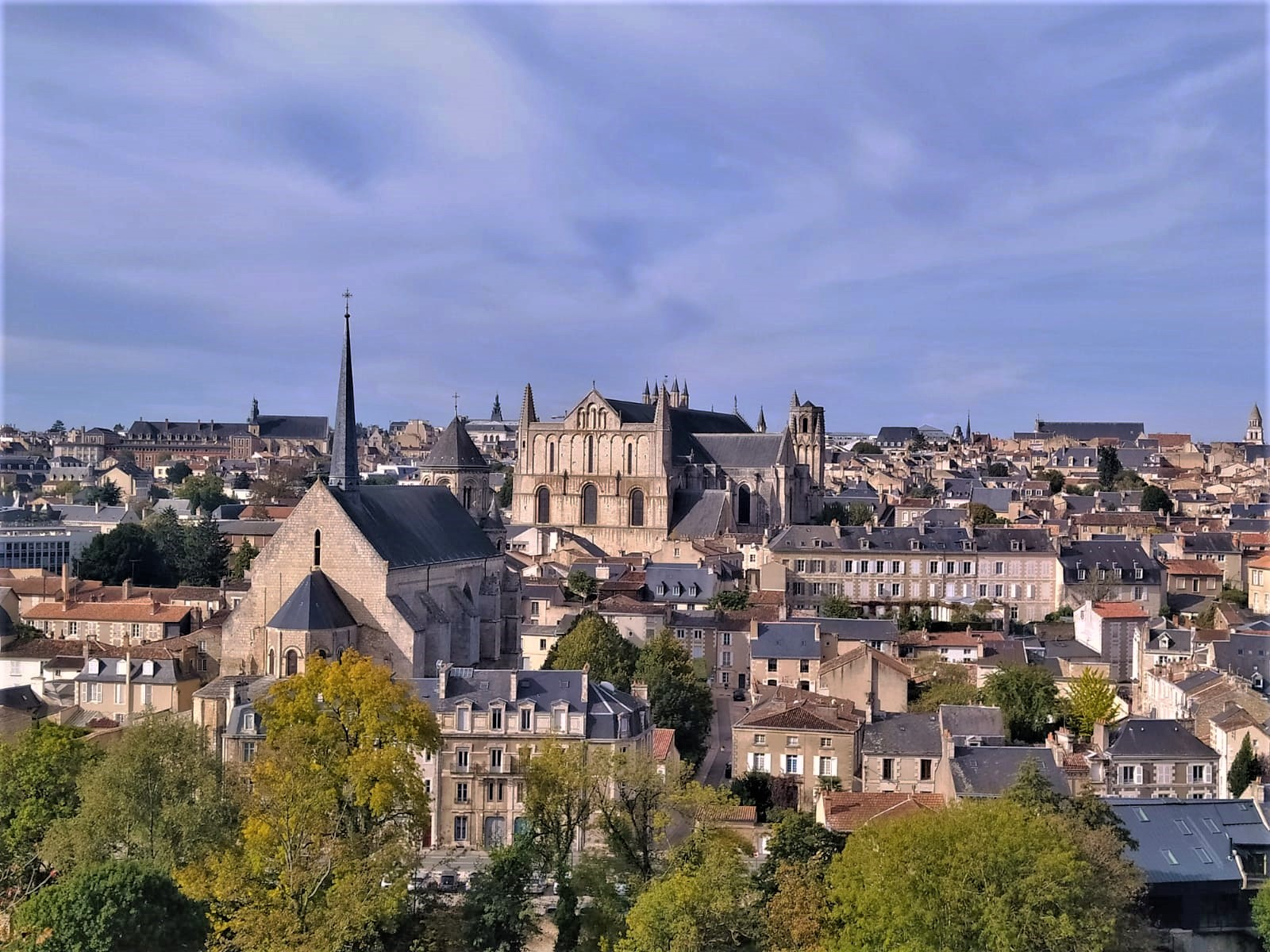
Poitiers, capitala istoricului Poitou și a vechii regiunii Poitou-Charentes.

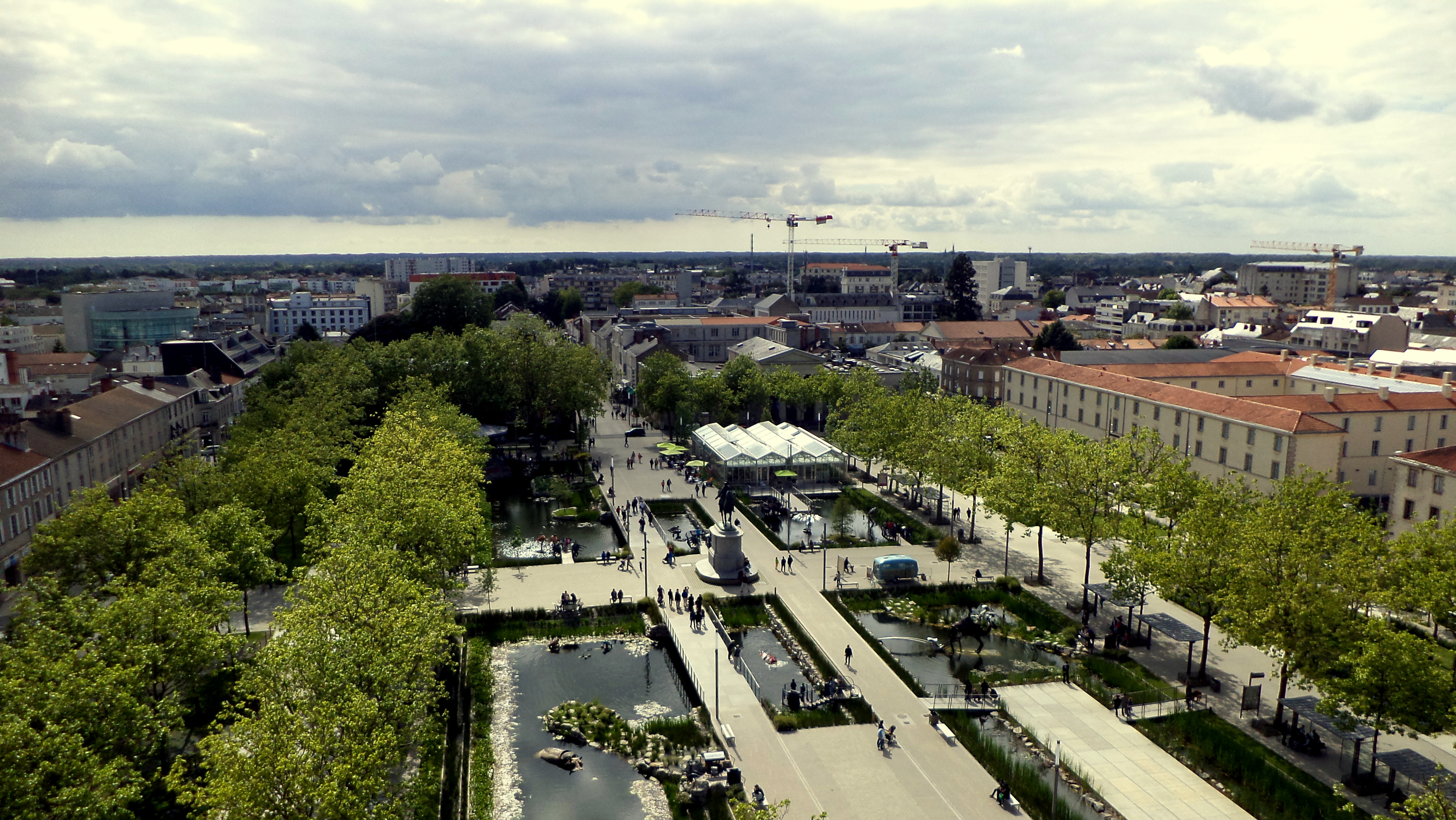
La Roche-sur-Yon, unul dintre principalele orașe din Poitou istoric.

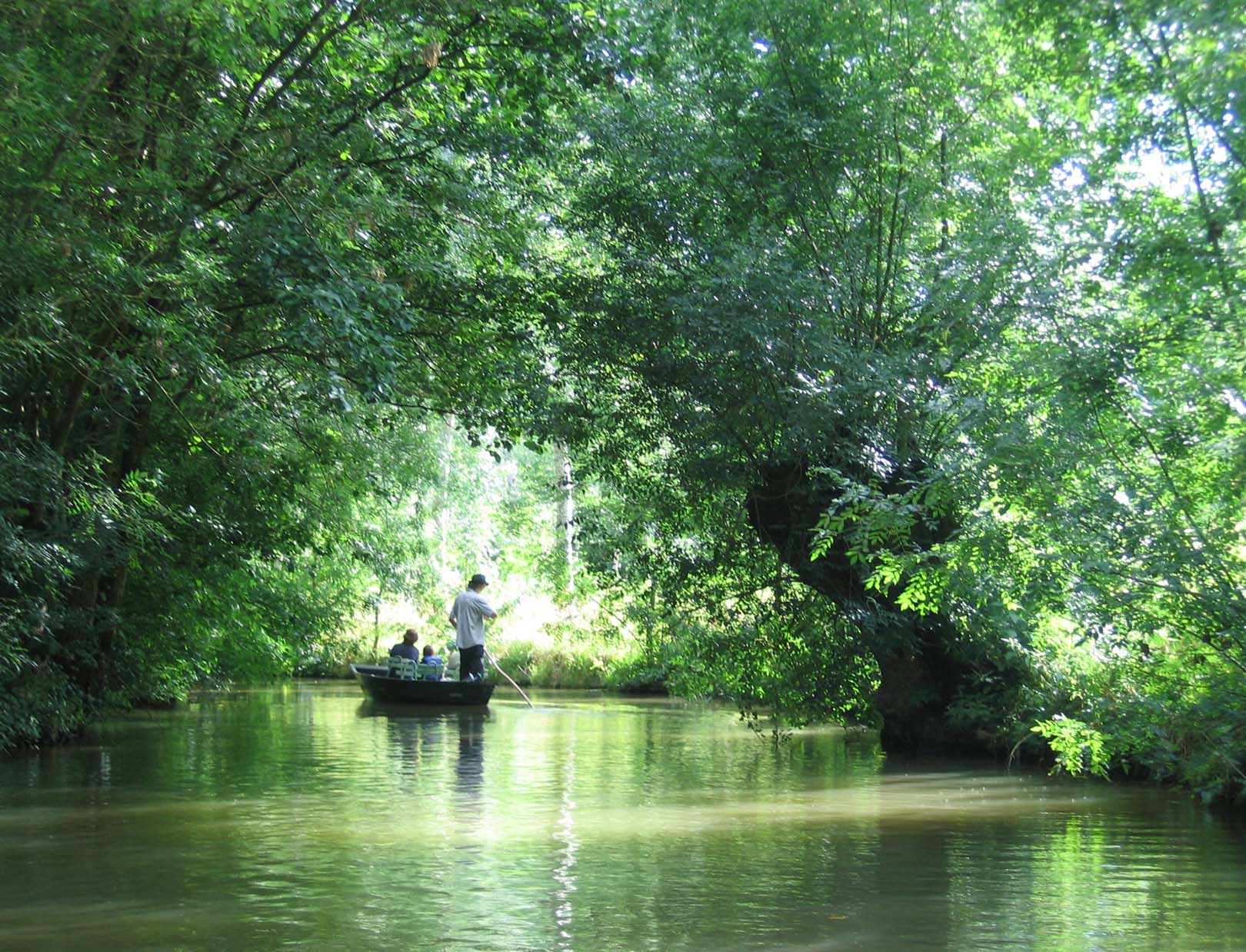
Mlaștina Poitevin.

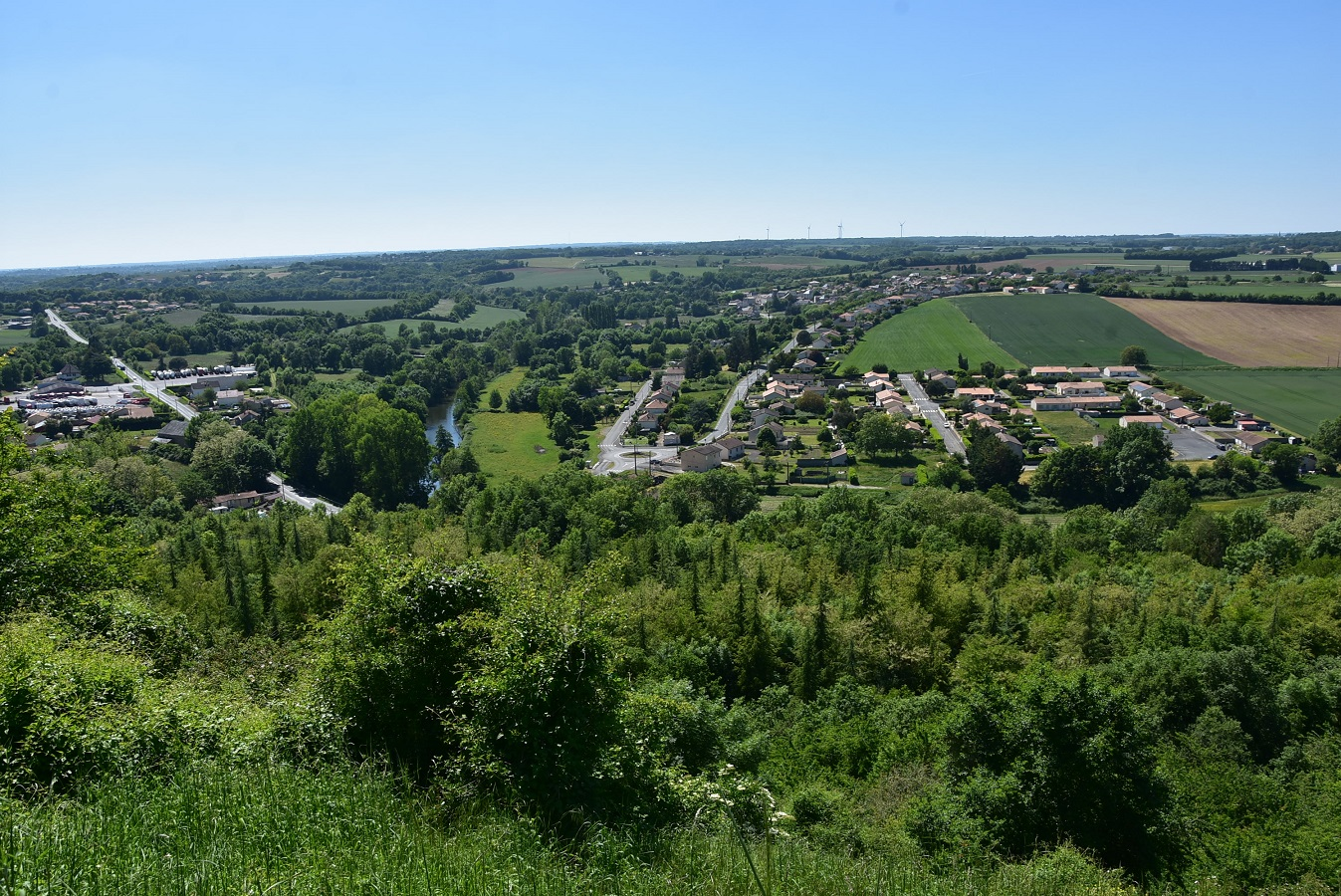
Câmpia Poitou la vest, Vendée și Oceanul Atlantic.

Poitou este împărțit între diferite formațiuni geologice care conferă reliefuri variate. La vest (Bas-Poitou sau Vendée) și în sud-est, se găsesc masivele vechi, cu un relief foarte erodat, formând dealuri, cu soluri reci și silicioase. În centrul regiunii, se află platoul calcaros al Poitiers-ului, aproape plat, coborând de la pragul Poitou-ului spre valea Loarei trecând prin Châtelleraudais, având o altitudine care variază între 100 m și 150 m.
Le Poitou este o zonă de tranziție între Bazinul parizian și cel aquitanian: fiind de limbă occitană în secolul al XI-lea, astăzi este de limbă oïl, cu excepția a șase comune învecinate cu Haute-Vienne; se află, de asemenea, la limita zonelor tradiționale de acoperire (ardezie la nord, țiglă canal la sud), precum și a numelor de sate terminate în -ay, -y (aproape întreaga zonă) și -ac (o mică zonă la sud-est).
Principalele orașe din Poitou sunt Poitiers (capitala istorică a Poitou), Niort, Châtellerault (mult timp bastionul regilor Franței din Poitou), Fontenay-le-Comte (capitala Bas-Poitou), Thouars, Parthenay, Luçon etc.

## Toponimie

Provincia Poitou în secolul al XVIII-lea și comunele actuale.

Provincia își trage numele de la galii Pictavii, cu o tranziție în Poictou, așa cum apare pe hărțile vechi, apoi în Poitou.
Numele capitalei Poitiers are, de asemenea, o origine toponimică similară.

## Istorie
Popularea îndelungată a regiunii este atestată de situri arheologice precum Roc-aux-Sorciers și peștera La Marche, ambele datează din Paleoliticul superior, perioada magdaleniană, acum aproximativ 17.000 - 12.000 de ani. Aceste situri prezintă picturi rupestre și arme de aruncare, cum ar fi celebrele săgeți de la Lussac-Angles din Vienne.
Ulterior, nenumărate necropole neolitice remarcabile, precum Prissé-la-Charrière, les Chirons de Bougon și Monpalais, se numără printre cele mai vechi construcții de pe coasta Atlantică. Acestea au fost ridicate de meșteri și agricultori originari din Anatolia, care au început să cultive pământul cu aproximativ 7000 de ani în urmă.
Apoi vin Campaniformele, evidențiate de ceramica tipică a Epocii Bronzului găsită, precum și de exemplele precum colierele de la Saint-Laurs ·  sau, mai târziu, conul de aur de la Avanton.
galii, Pictavii modelează populația la rândul lor, amestecându-se cu populațiile anterioare și dând nume geografiei, cum ar fi chiar numele de Poitou sau Poitiers, dar și râul Vendée, sau orașe precum Exoudun, Loudun.

### Bătăliile de la Poitou
Poitou, ca trecere strategică între bazinul parizian și cel aquitanian, a fost scena mai multor bătălii importante:
- Bătălia de la Vouillé (507), victorie a francilor lui Clovis I asupra vizigoților;
- Bătălia de la Poitiers (732), victorie a francilor lui Charles Martel asupra maurilor;
- Bătălia de la Poitiers (1356), care a avut loc la Nouaillé-Maupertuis, victorie a englezilor condusă de Prințul Negru împotriva francezilor lui Ioan al II-lea cel Bun, care a fost luat prizonier în această bătălie;
- Bătălia de la Moncontour (1569), înfrângerea protestanților sub amiralul de Coligny, în fața armatei regale comandate de ducele de Anjou.

### Antichitate

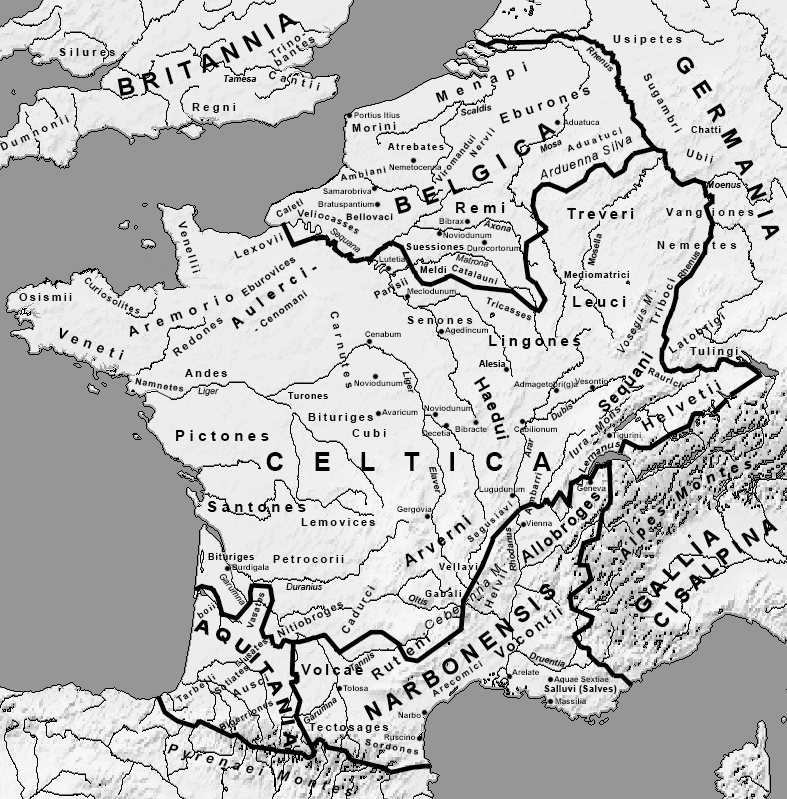
Locația ținutului Pictavilor(Pictones).

În perioada protoistorică, poporul galic al Pictavilor ocupă regiunea Haut-Poitou (corespunzând aproximativ departamentelor actuale Deux-Sèvres și Vienne).
În timpul Războaielor Galice, poporul Pictav este divizat: o parte a Pictonilor luptă împotriva lui Iulius Cezar, în timp ce o altă parte se alătură lui.
Sub Imperiul Roman, teritoriul pictav se întinde aproximativ pe teritoriile actuale ale departamentelor Vendée, Deux-Sèvres, Vienne, sudul Loire-Atlantique, până la Rezé, pe care ei l-au fondat, precum și Mauges în Maine-et-Loire.
El formează o civitas (subdiviziune administrativă romană), un model preluat de către dioceza creștină de la Poitiers. Două figuri ale creștinismului sunt prezente la Poitiers la sfârșitul Antichității: Sfântul Ilarie cel Mare (sau Ilarie de Poitiers), episcop, și Sfântul Martin de Tours.

### Evul Mediu
Mai multe popoare s-au stabilit în Poitou: Taifalii, Anglii, Sarmatii; totuși, au fost vizigoții care l-au unit cu regatul lor, Aquitania în secolul al IV-lea până la bătălia de la Vouillé (vezi mai sus).
În 778, Carol cel Mare instituie comitatul Poitiers și trimite acolo o persoană numită Abbon.
Conții de Poitiers au stabilit un principat din secolul al IX-lea care se întindea între Loira și Munții Pirinei, sub numele de Aquitaine.
La începutul secolului al XI-lea, invaziile normande au afectat Poitou, iar unii călugări au găsit adăpost în Abația Saint-Jouin de Marnes, caracteristică artei romane din Poitou, la fel ca și Biserica Notre-Dame-la-Grande din Poitiers.
Ducele de Anjou, Foulque Nerra, duce o luptă neobosită împotriva contelui de Blois, al Bretaniei și al Poitiersului. De multe ori învingător împotriva adversarilor săi, el extinde Anjou-ul cucerind Maine, Touraine și obținând controlul asupra Mauges-ului. Încă o dată, Poitou-ul se vede amputat de teritorii.
Deși Eleanor de Aquitania s-a căsătorit cu regele Franței, Ludovic al VII-lea cel Tânăr, și apoi, după anularea acestei căsătorii, s-a recăsătorit cu Henric al II-lea Plantagenet, rege al Angliei, Poitou-ul își dorea să-și păstreze o anumită autonomie și a suferit din cauza incertitudinii. Nobilimea poitevină a manifestat acest lucru prin numeroase revolte: mai întâi împotriva regelui Angliei în 1173-1179, 1188 și 1194; apoi în 1219-1224 și 1242 împotriva regelui Franței (între 1241 și 1271, Poitou-ul este apanajul lui Alfons de Poitiers, fratele lui Ludovic al IX-lea). Această revoltă s-a încheiat cu Bătălia de la Taillebourg în 1242.
Ulterior, până la sfârșitul Evului Mediu, nobilimea locală a participat la toate mișcările de contestare a puterii centrale.
Casa de Lusignan, fondată conform legendei de Melusina și Raymondin, a furnizat mai mulți regi pentru Cipru și Ierusalim; este una dintre principalele familii din Poitou și a deținut pentru o perioadă comitatele Angoulême și La Marche.

### secolele al XVI-lea, al XVII-lea și al XVIII-lea
În secolul al XVI-lea, Reforma se instalează în provincie, în special în urma trecerii lui Jean Calvin, și în special în mediul rural. Provincia este un sprijin ferm al protestanților în timpul războaielor religioase și este puternic afectată (asediile Niort și Poitiers). Protestantismul numără aproximativ 90.000 de persoane în jurul anului 1630.
Locuitorii din Poitou au format o parte importantă a coloniștilor care au plecat în Noua Franță în Quebec.
În 1790, Poitou a dat naștere în principal la departamentele Vendée, Deux-Sèvres și Vienne și a lăsat câteva parohii integrate în noile comune ale diferitelor departamente învecinate.
După războaiele din Vendée, Napoleon I dorește să pacifice regiunea. Decretul imperial din 25 mai 1804 (5 prairial, anul XII) emis de Napoleon I, pe atunci prim consul al Franței, dispune transferul prefecturii Vendéei de la Fontenay-le-Comte la La Roche-sur-Yon. Astfel se naște un oraș modern, proiectat de inginerii Cormier și Valot sub forma unui pentagon cu un plan organizat în jurul unei piețe civice vaste.
     Teritorii controlate de hughenoți 
     Teritorii disputate între hughenoți și Liga Catolică franceză

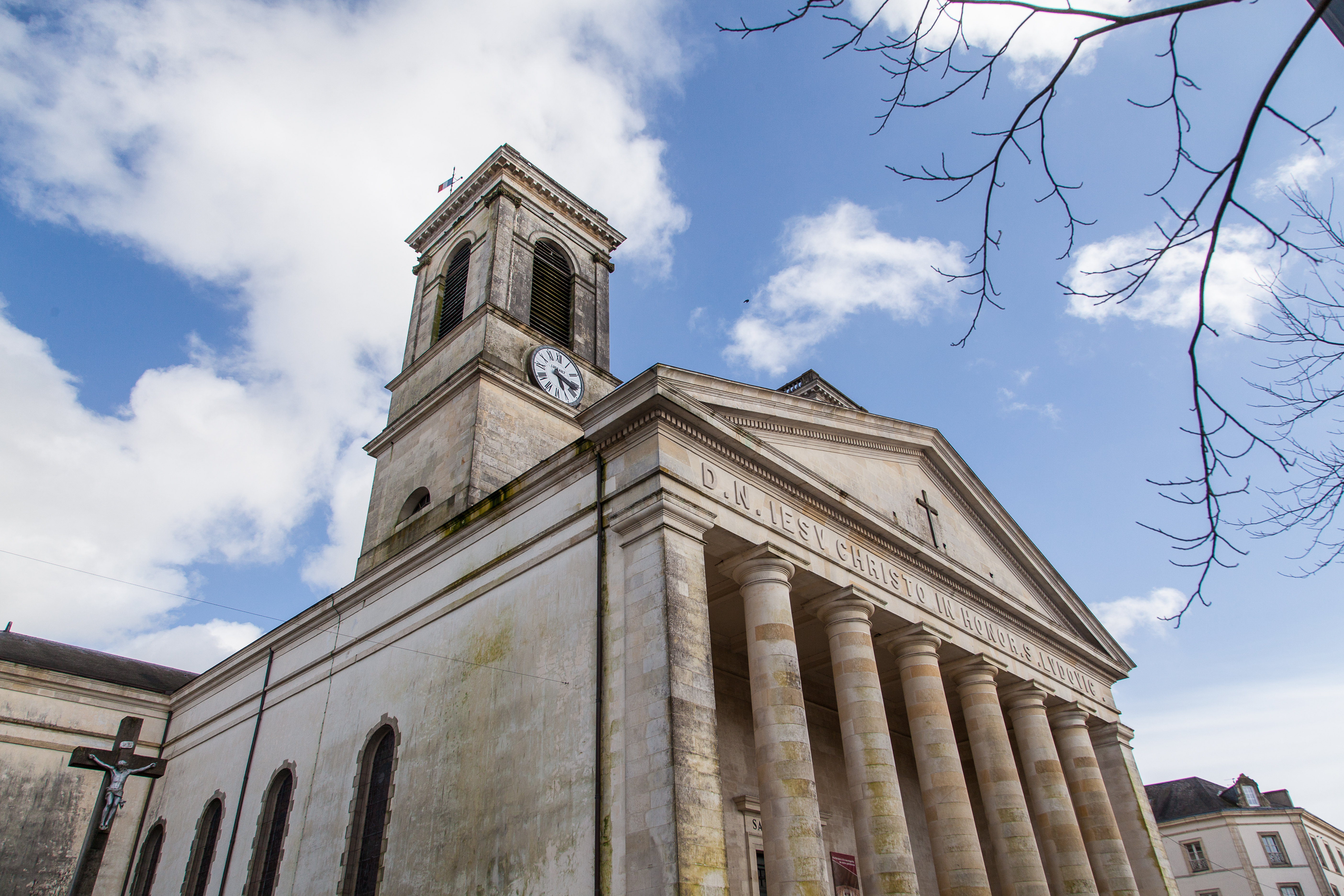
Biserica Saint-Louis din La Roche-sur-Yon.

Al optulea război al religiilor (1585-1598) pe harta Franței în 1685.
Teritorii controlate de hughenoți
Teritorii disputate între hughenoți și Liga Catolică franceză

Unele lucrări vor fi finalizate după căderea Primului Imperiu, cum ar fi biserica Saint-Louis, comandată în 1804 și terminată în 1829.
La Roche-sur-Yon are și în prezent mai multe clădiri de stil neoclasic, cum ar fi teatrul municipal, biserica Saint-Louis sau vechiul palat de justiție.

### Istoria recentă
Din 1956, Poitou a fost divizat, mai întâi în cadrul circumscripțiilor de programe de acțiune regională, iar apoi în cadrul regiunilor, unde Bas-Poitou (Vendée) a fost integrat în regiunea Pays de la Loire, în timp ce Deux-Sèvres și Vienne au fost atașate regiunii Poitou-Charentes. La 1 ianuarie 2016, această diviziune persistă deoarece Deux-Sèvres și Vienne sunt integrate în regiunea Nouvelle-Aquitaine.

### Primele blazoane asociate cu Poitou

Posibil blazon original a Poitouului

Primii conți de Poitou au trăit înainte de apariția și dezvoltarea formală a heraldicii. Este probabil că au folosit simboluri distinctive, dar pe care nu le cunoaștem. Este posibil (deși speculativ) ca blazonul cu leul încoronat roșu să provină inițial din această familie.
Eleanor de Aquitania, contesă de Poitou, se căsătorește cu Henric Plantagenet în 1152. În această perioadă incipientă a heraldicii, Plantagenet foloseau lei în blazoanele lor, dar inițial sub forme și culori variate și foarte diferite de cele asociate cu Poitou.
Henri al II-lea îl numește pe fratele său, Guillaume FitzEmperesse, conte de Poitou. Guillaume folosește un blazon care prezintă un singur leu încoronat. Apoi, Richard Inimă-de-Leu, fiul lui Eleanor, devine conte de Poitou și, ca atare, preia armele unchiului său, deja asociate provinciei. Richard folosește foarte mult aceste arme ca conte de Poitou, înainte de a deveni rege al Angliei. Apoi, comitatul de Poitou trece la nepotul său, Otto de Brunswick. Otto folosește sigiliul lui Richard Inimă-de-Leu, cu leul încoronat. După Otto, este Richard de Cornwall care este făcut conte de Poitou. El preia armele Poitou-ului cu leul încoronat, pe care le completează adăugând pe margine bezantele din blazonul Cornwall-ului.
Acest blazon, "De argint cu leu încoronat de culoare roșie, cu o bordură de negru încărcată cu besante de aur", a continuat să fie folosit, cu câteva variații, de către orașele Châtellerault și Poitiers (îmbunătățit cu un chef de France, o onoare acordată pentru bonnes villes).
Ultimii conți de Poitiers, care domneau în Orientul Latin, precum și casa de Lusignan, care era legată prin căsătorie de dinastie și pretindea să se tragă din aceasta, foloseau, de asemenea, leul încoronat în blazoanele lor.
Mai recent, regiunea Nouvelle-Aquitaine, rezultată din fuziunea regiunilor Aquitania, Poitou-Charentes și Limousin, a adoptat un blazon cu aceleași elemente și culori, în mod explicit în referire la aceeași perioadă și la perioada Plantagenetilor, când cele trei regiuni erau unite sub aceeași domnie.

Blazon Cornwall
Blazonul lui Richard de Cornwall
Blazon Châtellerault
Blazon Poitiers
Blazon casei de Lusignan și a regilor Ciprului
Blazon regiunii Nouvelle-Aquitaine

## Legende și creaturi fantastice

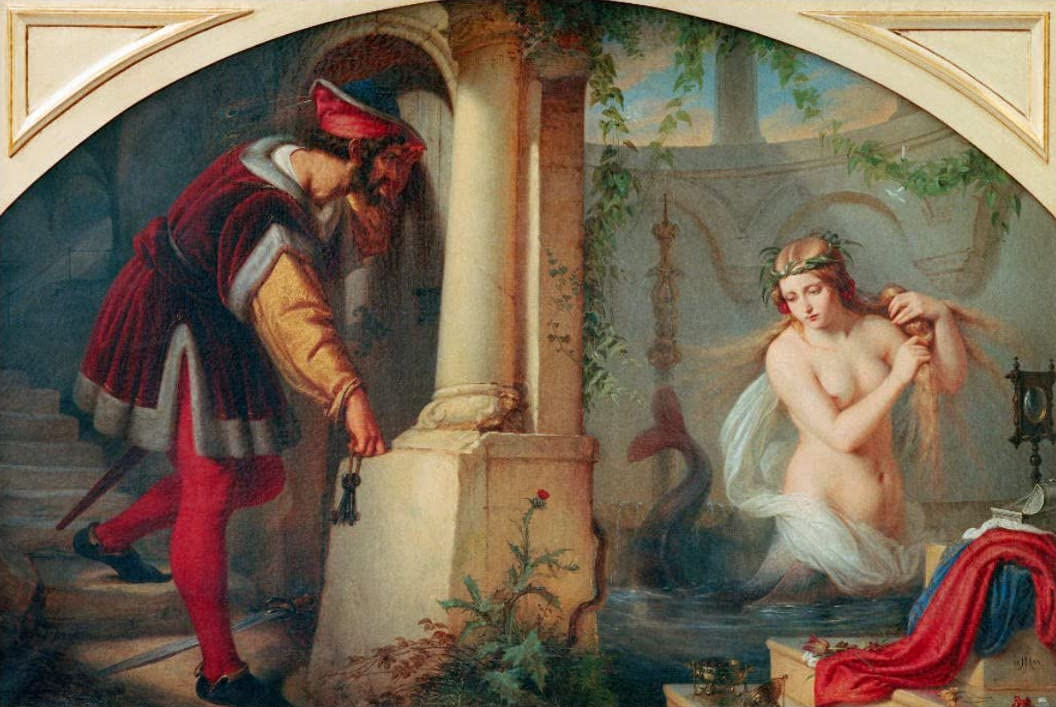
Zâna Meluzina.

Acestea sunt câteva dintre cele mai cunoscute personaje și legende din folclorul și mitologia regiunii Poitou:
- Melusina - un personaj legendă și strămoș mitic al dinastiei de Lusignan.
- La Grand'Goule - un dragon din orașul Poitiers, învins de către Sfânta Radegonde.
- Galipotes și garaches - oameni transformați temporar în fiare demonice, o variantă a vârcolacilor.
- Cheval Mallet - un cal alb magnific care vine să îi ispitească pe călătorii epuizați, apoi îi ia pentru totdeauna.
- Bête d'Angles - un fel de urs care a devorat toate fetele tinere din comuna Angles, învins de către preotul local.
- La Chasse-galerie - o legendă despre o echipă de vânătoare care zboară pe ceruri, asemănătoare cu legenda Vânătorii de Zmeie din alte culturi.

## Personalități
Iată câțiva dintre cei mai importanți și cunoscuți oameni asociatți cu regiunea Poitou:
- Sfântul Ilarie cel Mare (sau Ilarie de Poitiers) - un important teolog și episcop din secolul al IV-lea, cunoscut și ca "Aurelius Ambrosius Gallicanus".
- Venance Fortunat - poet care a celebrat sfânta Agnes și regina sfânta Radegonde de Poitiers la mănăstirea Sainte-Croix.
- Radegonde de Poitiers - regină a francilor, soția lui Chlothar I, fondatoarea mănăstirii Sainte-Croix de la Poitiers, unde a murit în 587, patroana Poitiersului și patrona secundară a Franței.
- Aimery IV de Thouars - a participat la cucerirea Angliei de către Wilhelm Cuceritorul cu un contingent de poitevini, fiind unul dintre principalele comandanți în bătălia de la Hastings.
- Georges de la Trémoille și Ludovic al II-lea de la Trémoille - membrii importanți ai familiei de la Trémoille, care aveau o influență puternică în regiunea Poitou și în Franța medievală.
- Jean Bouchet - scriitor din secolul al XV-lea, cunoscut pentru operele sale literare.
- Geoffroy d'Estissac - un nobil și lider militar din secolul al XV-lea, care a avut un rol important în istoria regiunii Poitou.
- Casa de Poitiers-Aquitaine:
  - Guillaume al IX-lea d'Aquitaine - conte de Poitiers, duce de Aquitaine și "Prinț al trubadurilor", unul dintre primii poeți cunoscuți în limba occitană (limuzină).
  - Eleanor de Aquitania - nepoata lui Guillaume al IX-lea, contesă de Poitiers, regină a Franței și apoi regină consoartă a Angliei, care a ținut mult timp curtea sa la Poitiers.
  - Raymond de Poitiers - Prinț de Antiohia, nepot al lui Guillaume al IX-lea.
- Richard Inimă de Leu, fiul Aliénor d'Aquitaine, conte de Poitiers și rege al Angliei.
- Casa de Lusignan
  - Guy de Lusignan a fost rege al Ierusalimului (1186-1192) și apoi al Ciprului (1192-1194), anterior fiind conte de Jaffa și Ascalon pentru o scurtă perioadă în 1180.
- Guy de Thouars - duce și apoi duce regent al Bretaniei între 1199 și 1213.
- Catherine de Parthenay - scriitoare cu o cultură vastă, elevă a lui François Viète, protestantă implicată și eroină a Asediului La Rochelle, mama familei de Rohan[7].
- Jean Daillé - teolog protestant renumit, născut la Châtellerault.
- Joseph Juste Scaliger
- Théophraste Renaudot - născut în 1586 la Loudun, medic filantrop care a creat în 1631 primul ziar tipărit din Franța: La Gazette.
- Cardinalul Richelieu
- Marie de La Tour d'Auvergne - Ducesă de Thouars, fiica lui Henri de La Tour d'Auvergne, duce de Bouillon și mareșal al Franței, soră cu Vicontele de Turenne, mareșal al Franței. A protejat protestanții.
- René-Antoine Ferchault de Réaumur - savant universalist, 1683-1757.
- François l'Olonnais - pirat, 1630-1669.
- Éléonore Desmier d'Olbreuse - născută la Castelul d'Olbreuse (Deux-Sèvres), Ducesă de Brunswick-Lunebourg, a cărei descendență include majoritatea familiilor regale din Europa.
- Francoise Athénaïs, Marchiză de Montespan - amanta lui Ludovic al XIV-lea.
- Bonne de Pons d'Heudicourt - verișoara Madamei de Montespan.
- Françoise de Maintenon - care a crescut aici până în adolescență, născută în ținutul Niort.
- Philippe de Commynes (1447 - 1511 la Argenton-Château) - Prin căsătoria sa cu Hélène de Chambes, Castelul d'Argenton-Château devine proprietatea celui mai faimos memorialist al Evului Mediu între 1473 și 1511. Aici, la Argenton-Château, el și-a scris Memoriile între 1489 și 1498. Încredințatul regelui, Ludovic al XI-lea, l-a vizitat de două ori în 1478 și 1481.